# ISO 9000
Normy ISO 9000 po raz pierwszy zostały opublikowane w 1987, są powszechnie uznawane za podstawę budowania systemów zarządzania jakością we wszystkich organizacjach, bez względu na rodzaj ich działalności. Normy te zawierają terminologie, wymagania i wytyczne dotyczące wprowadzania, doskonalenia i kontrolowania systemu zarządzania jakością.
Rodzina norm ISO serii 9000 składa się z 4 norm podstawowych:
- ISO 9000:2015 Quality management system – Fundamentals and vocabulary
polski odpowiednik: PN-EN ISO 9000:2015 System zarządzania jakością – Podstawy i terminologia
- ISO 9001:2015 Quality management systems – Requirements
polski odpowiednik: PN-EN ISO 9001:2015-10 System zarządzania jakością – Wymagania
- ISO 9004:2009 Quality management systems – Guidelines for performance improvements
polski odpowiednik: PN-EN ISO 9004:2010 Zarządzanie mające na celu osiągnięcie trwałego sukcesu organizacji – Podejście przez zarządzanie jakością
- ISO 19011:2011 Guidelines for auditing management systems
polski odpowiednik: PN-EN ISO 19011:2012 (U) Wytyczne dotyczące audytowania systemów zarządzania – zastępuje wersję z 2003 roku.

Przy wdrażaniu systemu zarządzania jakością opartego na ISO 9001 warto posłużyć się poradnikiem wydanym przez komitet ISO (Selection and use of the ISO family of standards) dostępnym do bezpłatnego pobrania na stronie ISO.